# Hassan Aman
Pour les articles homonymes, voir Aman.
Hassan Nour-el-Din Aman est un boxeur égyptien et tchadien né le 7 mai 1943 au Caire.

## Carrière
Sous les couleurs égyptiennes, Hassan Aman remporte la médaille d'or dans la catégorie des poids moyens aux Jeux africains de Brazzaville en 1965, puis la médaille d'or dans la catégorie des poids mi-lourds aux championnats d'Afrique de Lusaka en 1968. Aux Jeux olympiques d'été de 1968 à Mexico, il est éliminé au deuxième tour dans la catégorie des poids mi-lourds par l'Est-Allemand Jürgen Schlegel (en).
Sous les couleurs tchadiennes, il participe aux Jeux olympiques d'été de 1972 à Munich, où il est éliminé au premier tour dans la catégorie des poids mi-lourds par le Yougoslave Mate Parlov.